# Sagae

Sagae (寒河江市 Sagae-shi?) este un municipiu din Japonia, prefectura Yamagata.